# Лада (мифология)
Ла́да — по мнению некоторых исследователей (А. С. Фаминцын, Б. А. Рыбаков и его последователи), божество в славянской мифологии; богиня весны, весенней пахоты и сева, покровительница брака и любви. Однако большая часть учёных, начиная с А. А. Потебни, считают Ладу плодом «кабинетной мифологии», научной фикцией.

## По источникам XV—XVII веков
К наиболее старым письменным источникам, упоминающим Ладу, относятся польские церковные поучения против язычества первой четверти XV века, опубликованные Станиславом Урбанчиком. Оставившие их церковники принимали за имена языческих богов припевы народных песен.
Начало XV века:

Поляки ещё и посейчас около зелёных святок чествуют своих божков: Alado, Gardzyna, lesse… Этим божкам плохие христиане оказывают большую честь, чем Богу: девушки целый год не ходят в костёл молиться истинному Богу, тогда как на чествование этих своих божков они привыкли приходить.
1423 год (Ченстоховская рукопись Яна из Михочина):

...наши старики, старухи и девушки не молятся о том, чтобы стать достойными восприятия Святого Духа, но в эти три дня, когда надлежало бы предаваться размышлениям (Троицын день, Духов день…), сходятся старухи, женщины и девушки, но не в храм, не на молитву, а на пляски; не к Богу взывать, но к дьяволу: Issaya, Lado, Hely, laya. Если таковые не покаются, то пойдут вместе с lassa, Lado на вечные муки.
1420-е годы:

Запрещаем также пляски и песни, в которых называются имена идолов: Lado, Ileli, lassa, Tya, проводимые во время зелёных святок, когда истинно познавшие Христа должны усердно просить Бога, чтобы им по примеру апостолов воспринять Дух Святой.
В конце XV века Ян Длугош включил в свой пантеон польского Марса под именем бога Лада (Lyada). Матвей Меховский упомянул, что в честь богов поют «старинные песни Lada — Lada, Ileli — Ileli, Poleli, сопровождая их танцами». Но Меховский считал, что Лада — это античная Леда, мать Кастора и Полидевка. В Mater Verborum Лада соотносится с Венерой.
Согласно Густынской летописи XVII века,

Сего Ладона, беса, по некаких странах, и доныне на крестинах и на брацех величают, поюще своя некия песни, и руками о руки или о стол плещущи, Ладо, Ладо, и приплетающе песни своя, многажды поминают.
В XVII веке Иннокентий Гизель в своём «Синопсисе» в дополнение к рассказу «Повести временных лет» об идолах князя Владимира записал:

...Четвёртый идол — Ладо. Сего имяху бога веселия и всякого благополучия.
Жертвы ему приношаху готовящийся ко браку, помощию Лада мнящи себе добро веселие и любезно житие стяжати. Сия же прелесть от древнейших идолослужителей произыде, иже неких богов Леля и Полеля почитаху, их же богомерское имя и доныне по неким странам на сонмищах игралищных пением Лелюм-Полелем возглашают.
Такожде и матерь лелеву и полелеву — Ладо, поюще: Ладо, Ладо!
И того идола ветхую прелесть дияволю на брачных веселях, руками плещуще и о стол бьюще, воспевают.

Здесь Лада выступает сначала в мужском роде, а затем как мать Леля и Полеля.

## Как песенный рефрен
Собрано большое число фольклорных песен, рефреном в которых выступает Лада. Ещё в 1884 году анализ этих песен привёл А. С. Фаминцына к выводу, что Лада — богиня брака и веселья, славянская Bona dea, связанная с весенними и свадебными обрядами. Кроме богини Лады, существовал ещё бог Лад (или Ладо), которого он отождествлял, с одной стороны, со славянским Ярилой, а с другой — с Аполлоном Соранским.
Польский славист А. Брюкнер в ряде работ высказался против признания Лады древнеславянской богиней, так как, по его мнению, «Ой, Ладо» или «Лада, лель-люли» являются всего-навсего бессмысленным припевом. Появление имени Лады в средневековых источниках он объяснил тем, что ксендзы-иноземцы, плохо понимавшие славянскую речь, сделали из бессмысленного припева особую богиню.
На существовании же Лады и справедливости построений А. С. Фаминцына настаивал Б. А. Рыбаков в «Язычестве древних славян», полагая, что «если исследователь имеет дело со случайным единичным упоминанием того или иного имени или неясного слова, то лучше воздержаться от далеко идущих выводов, но если перед нами находится устойчивый широко распространённый материал, уходящий в глубину на несколько столетий, то мы не имеем права уклоняться от его анализа даже в том случае, если это кажущийся нам простым песенный рефрен». Б. А. Рыбаков выдвинул гипотезу, что культ Лады имеет индоевропейские корни, сопоставляя её с древнегреческой богиней Лето и древнеримской Латоной.
Против существования Лады однозначно высказался и Н. М. Гальковский: «Доказано, что божества Лада не существует… это — измышление наших книжников позднейшего времени». «Откуда взялись новые боги Лада, Лель? Полагаем, что вследствие недоразумения». Лада (Ладо), упоминаемая в поздних (вторичных) источниках, не может считаться богиней в строгом смысле слова: для этого нет надёжных аргументов, и такое предположение основано на ошибках или фантазиях. А, например, часто упоминаемый вместе с Ладой Лель возник на основе популярных русских припевов «ай лёли-лёли, ой лялё-лялё, ай люли-люли, лелим-е», которые являются искажением непонятного церковного возгласа  «аллилуйя», употребляемого в церковном обряде.

## Интерпретация на основе этимологии
О. Н. Трубачёв считает неприемлемыми обе крайности, порождённые неясностью слова — как возведение Лады в ранг божества, так и отнесение этого слова к бессмысленному песенному рефрену. Исследователь трактует слово в контексте славянских терминов родства.
Согласно мнению Трубачёва (1959), праслав. *lada восходит к индоевропейскому корню *aldh- «выросший, зрелый», который дал в германском aldi- «человек». Таким образом, первичным значением славянского слова он считает «старший, муж, мужчина» (ср. упоминание лад — возлюбленных мужей — в «Слове о полку Игореве»). Перенесение этого слова на женщину — вторично. В качестве сравнительного материала Трубачёвым привлекается литовское имя Aldona, которое может восходить к предполагаемому термину родства *alda(s) = др.-рус. лада при помощи суффикса -ona.
Песенный рефрен дед-ладо/дид-ладо восстанавливается для общеславянского как *děd lada, то есть это название старшего родича (дед) и именное определение при нём. Возможно также сопоставление дид с балтийским корнем did- «большой, великий» (лит. didelis «большой», didus «величественный»).
В этимологическом словаре 2004 года Шанского и Бобровой дана этимология слова:

Лад. Общеслав. Является суффиксальным производным (суф. -д-) от той же основы, что и ладога — «мир, лад, порядок».

Лада. Общеслав. Считается производным с помощью темы -а от ладъ — «мир, порядок». Ср. то же развитие значения в милый, милая одного корня с сущ. мир.